# Gingles (Wisconsin)
Gingles es un pueblo ubicado en el condado de Ashland en el estado estadounidense de Wisconsin. En el Censo de 2010 tenía una población de 778 habitantes y una densidad poblacional de 7,71 personas por km².

## Geografía
Gingles se encuentra ubicado en las coordenadas 46°32′20″N 90°50′20″O / 46.53889, -90.83889. Según la Oficina del Censo de los Estados Unidos, Gingles tiene una superficie total de 100.86 km², de la cual 100.85 km² corresponden a tierra firme y (0.02%) 0.02 km² es agua.

## Demografía
Según el censo de 2010, había 778 personas residiendo en Gingles. La densidad de población era de 7,71 hab./km². De los 778 habitantes, Gingles estaba compuesto por el 89.07% blancos, el 0.13% eran afroamericanos, el 6.17% eran amerindios, el 0.51% eran asiáticos, el 0% eran isleños del Pacífico, el 0.39% eran de otras razas y el 3.73% pertenecían a dos o más razas. Del total de la población el 1.93% eran hispanos o latinos de cualquier raza.